# Звягінцев Василь Дмитрович
Василь Дмитрович Звягінцев (рос. Василий Дмитриевич Звягинцев, 21 листопада 1944, Грозний — 30 квітня 2016, Ставрополь) — радянський та російський письменник-фантаст. Лауреат премії «Аеліта», Єврокону, «Інтерпрескону» та премії імені Олександра Бєляєва за 1983 рік, які вручені йому за перший роман багатотомного циклу «Одіссей покидає Ітаку», над яким письменник працював протягом усього свого життя, та який так і залишився незавершеним.

## Біографія
Василь Звягінцев народився у Грозному, куди його батька направили на роботу після демобілізації у зв'язку з пораненням в армії. Після закінчення школи Звягінцев навчався у Ставропольському медичному інституті. Після закінчення вишу він спочатку працював у місті Кольчугіно лікарем швидкої допомоги. а пізніше працював військовим лікарем на Сахаліні. Після демобілізації з армії майбутній письменник вирішив змінити професію, та став лектором Ставропольського крайкому комсомолу, а також навчався в аспірантурі на кафедрі філософії Ставропольського педінституту. Пізніше Василь Звягінцев перейшов на роботу до політорганів міністерства внутрішніх справ, де працював до 1990 року. Після 1990 року Звягінцев займався видавничою справою, а після розпаду видавничого підприємства унаслідок судових позовів від авторів, зокрема Ніка Перумова, працював радником в адміністрації Ставропольського краю. Помер Василь Звягінцев 30 квітня 2016 року в Ставрополі.

## Літературна творчість
Згідно з своїм інтерв'ю, Василь Звягінцев розпочав писати фантастичні твори ще у 60-х роках XX століття, відразу ж захопившись жанром альтернативної історії. Спочатку він писав виключно «в шухляду», даючи прочитати свої твори виключно близьким знайомим, а також розуміючи, що з ідеологічних міркувань твори такого жанру не могли бути надруковані в СРСР. З початком в країни перебудови та гласності Звягінцев вирішив розпочати публікувати свої твори. Першим його опублікованим твором стало фантастичне оповідання «Вікенд на березі», надруковане в журналі «Ставрополье» в 1987 році. У цьому ж році надрукована й перша повість автора «Критерії відбору», яка пізніше увійшла до складу роману. Наступного року надруковано перший роман письменника «Одіссей покидає Ітаку», який започаткував цикл з 21 роману, названий за першим твором із цієї серії. Цей цикл написаний у жанрі альтернативної історії, та описує пригоди трьох друзів з Москви, які протистоять двом могутнім цивілізаціям, які конкурують між собою та хочуть змінити хід історії Землі на свій розсуд, а пізніше за допомогою нових союзників, у тому числі колишніх агентів іншопланетних цивілізацій та росіян з альтернативного світу, в якому після встановлення у 1917 році Російської республіки не відбувся Жовтневий переворот, самі змінюють хід історії в різних часових лініях та альтернативних реальностях. Із середини циклу в романах серії все більш виразно проступають, разом із несприйняттям соціалістичного розвитку колишнього СРСР та розпаду СРСР, також і заперечення права націй колишньої Російської імперії та СРСР на самовизначення та утворення власних незалежних держав, та висловлюється думка, що при можливості альтернативного розвитку історії можна було б зберегти Росію в її кордонах до 1917 року, а можливо й навіть їх розширити, а також негативно висловлюється щодо незалежності України та інших країн, які входили до складу Російської імперії. Над цим циклом письменник працював до кінця свого життя, останній роман циклу «Фазовий перехід» вийшов друком у рік смерті автора в 2016 році.

## Нагороди та премії
Василь Звягінцев за роман «Одіссей покидає Ітаку» у 1993 році отримав відразу 4 премії: премію «Аеліта», Єврокон як найкращий дебютант, «Інтерпрескон» та премію імені Олександра Бєляєва. У 2008 році письменник отримав премію «Технологічна фантастика», яка вручалась як одна з номінацій премії «Мандрівник».

## Особисте життя
Василь Звягінцев був одружений, мав сина та дочку.

## Вшанування пам'яті
У 2018 році в Ставрополі вийшла друком меморіальна збірка «Всесвіти Василя Звягінцева» (повна назва рос. Вселенные Василия Звягинцева: Интервью. Статьи. Рецензии. Воспоминания. Библиография), укладачем якої став інший ставропольський письменник-фантаст Ігор Пидоренко.

### Романи
- 1988 — Одиссей покидает Итаку
- 1993 — Бульдоги под ковром
- 1995 — Право на смерть
- 1996 — Разведка боем
- 1997 — Вихри Валгаллы
- 1999 — Бои местного значения
- 2000 — Время игры
- 2002 — Дырка для ордена
- 2003 — Билет на ладью Харона
- 2004 — Бремя живых
- 2005 — Дальше фронта
- 2006 — Хлопок одной ладонью
- 2007 — Скорпион в янтаре
- 2008 — Ловите конский топот
- 2009 — Скоро полночь
- 2010 — Мальтийский крест
- 2012 — Не бойся друзей
- 2013 — Большие батальоны
- 2014 — Величья нашего заря
- 2015 — Para Bellum (у співавторстві з Геннадієм Хазановим)
- 2016 — Фазовый переход

### Повісті
- 1987 — Критерии отбора (пізніше увійшла до складу роману «Одиссей покидает Итаку»)
- 1990 — Пока не смолкли трубы… (у співавторстві з Геннадієм Хазановим)
- 1993 — Право на смерть (пізніше перероблена в роман)

### Оповідання
- 1987 — Уик-энд на берегу
- 1987 — Хотеть — значит мочь
- 1989 — Остановка в пути